# Voltinia radiata
Voltinia radiata is een vlindersoort uit de familie van de prachtvlinders (Riodinidae), onderfamilie Riodininae.
Voltinia radiata werd in 1886 beschreven door Godman & Salvin.